# شهرستان السوم
ناحیهٔ السوم (به عربی: مدیریة السوم) یک ناحیه در یمن است که در استان حضرموت واقع شده‌است.

ناحیهٔ السوم  ۱۲٬۶۶۶ نفر جمعیت دارد.